# 松本麗世
松本麗世（日语：／ Reiyo Matsumoto；2008年2月29日—）是日本女演員、模特兒，出身自鹿兒島縣，VISION FACTORY旗下藝人，Seventeen的專屬模特兒。

## 經歷
- 從ニコ☆プチ畢業後，主要活躍在Instagram和TikTok等SNS上。 透過發佈她擅長的舞蹈影片來吸引關注。
- 同年9月、 主演朝日電視台播放的特攝電視劇《假面騎士GOTCHARD》中主演九堂凜音/假面騎士MAJADE，並成為《假面騎士系列》史上第一個初2號女騎士[2]。

## 人物
- 特技是跳舞。興趣是聽音樂。喜歡吃的食物是壽司。喜歡吃的糖果是軟糖[3]。
- 受兩個哥哥的影響，看了《假面騎士電王》、《假面騎士KIVA》、《假面騎士Wizard》、《假面騎士鎧武》[4]。
- 最喜歡看的動畫是《約定的夢幻島》、《我想吃掉你的胰臟》、《境界的彼方》、《我的英雄學院》。
- 曾經試鏡《假面騎士GEATS》中的貝羅芭一角，但最後被告知與理想的形象不一樣，但得到了下一部作品《假面騎士GOTCHARD》試鏡的機會最後通過試鏡並成為女主角。

## 作品列表

### 電視劇
- 《假面騎士GOTCHARD》（2023年9月3日 - 2024年8月25日，朝日電視台）：飾演 九堂凜音 / 假面騎士MAJADE（聲）[5]（主演）
- 《Spring！》（2025年3月21日，朝日電視台）：飾演 早瀨琳
- 《為什麼是我來神說教》（2025年4月12日 - ，日本電視台）：飾演 小早川麻衣[6]

### 電影
- 《假面騎士THE WINTER MOVIE GOTCHARD & GEATS 最強克米☆GOTCHA大作戰》[7]（2023年12月22日）：飾演 九堂凜音 / 假面騎士MAJADE（聲）
- 《電影 假面騎士GOTCHARD The Future Daybreak》（2024年7月26日）：飾演 九堂凜音 / 假面騎士MAJADE（聲）

### DVD / Blu-ray
- 《假面騎士GOTCHARD「怎麼辦！？寶太郎和凜音的身體互相交換了！！」》（2023年12月）：九堂凜音 / 假面騎士MAJADE（聲）（跟 本島純政雙主演）[8]
- 《假面騎士GOTCHARD「我們是3年G（GOTCHA）組」》（2024年4月10日、8月7日）：飾演 九堂凜音/風紀委員長（主演）[9]

## 外部連結
- 經紀公司個人資料頁面（日語）
- 松本麗世的Instagram帳戶（日語）
- 松本麗世的TikTok（日語）